# Duttaphrynus stuarti
Duttaphrynus stuarti es una especie de anfibio anuro de la familia Bufonidae.

## Distribución geográfica
Esta especie habita entre los 556 y 640 m de altitud:
- en el noreste de la India en los estados de Arunachal Pradesh y Meghalaya;
- en el norte de Birmania en el estado de Kachin.[4]

Su presencia es incierta en Yunnan.

## Descripción
Los machos miden de 60.7 a 71.3 mm y las hembras de 61.0 a 76.2 mm.

## Etimología
Esta especie lleva el nombre en honor a Murray Stuart.

## Publicación original
- Smith, 1929 : On a collection of Amphibians, Reptiles from the upper reaches of Brahmaputra. Records of the Indian Museum, vol. 31, n.º 1, p. 77-80.[5]